# Veliko Tarnovo
Veliko Tarnovo là một thị trấn thuộc tỉnh Veliko Tarnovo, Bungaria. Dân số thời điểm năm 2011 là 68735 người.

## Khí hậu
| Dữ liệu khí hậu của Veliko Tarnovo, Bulgaria | Dữ liệu khí hậu của Veliko Tarnovo, Bulgaria | Dữ liệu khí hậu của Veliko Tarnovo, Bulgaria | Dữ liệu khí hậu của Veliko Tarnovo, Bulgaria | Dữ liệu khí hậu của Veliko Tarnovo, Bulgaria | Dữ liệu khí hậu của Veliko Tarnovo, Bulgaria | Dữ liệu khí hậu của Veliko Tarnovo, Bulgaria | Dữ liệu khí hậu của Veliko Tarnovo, Bulgaria | Dữ liệu khí hậu của Veliko Tarnovo, Bulgaria | Dữ liệu khí hậu của Veliko Tarnovo, Bulgaria | Dữ liệu khí hậu của Veliko Tarnovo, Bulgaria | Dữ liệu khí hậu của Veliko Tarnovo, Bulgaria | Dữ liệu khí hậu của Veliko Tarnovo, Bulgaria | Dữ liệu khí hậu của Veliko Tarnovo, Bulgaria |
| Tháng                                        | 1                                            | 2                                            | 3                                            | 4                                            | 5                                            | 6                                            | 7                                            | 8                                            | 9                                            | 10                                           | 11                                           | 12                                           | Năm                                          |
| -------------------------------------------- | -------------------------------------------- | -------------------------------------------- | -------------------------------------------- | -------------------------------------------- | -------------------------------------------- | -------------------------------------------- | -------------------------------------------- | -------------------------------------------- | -------------------------------------------- | -------------------------------------------- | -------------------------------------------- | -------------------------------------------- | -------------------------------------------- |
| Cao kỉ lục °C (°F)                           | 20.4 (68.7)                                  | 23.3 (73.9)                                  | 29.7 (85.5)                                  | 32.2 (90.0)                                  | 36.1 (97.0)                                  | 38.4 (101.1)                                 | 40.0 (104.0)                                 | 41.1 (106.0)                                 | 40.6 (105.1)                                 | 33.8 (92.8)                                  | 29.8 (85.6)                                  | 21.8 (71.2)                                  | 41.1 (106.0)                                 |
| Trung bình ngày tối đa °C (°F)               | 2.1 (35.8)                                   | 5.7 (42.3)                                   | 11.4 (52.5)                                  | 18.6 (65.5)                                  | 23.4 (74.1)                                  | 27.0 (80.6)                                  | 29.6 (85.3)                                  | 29.8 (85.6)                                  | 26.0 (78.8)                                  | 19.4 (66.9)                                  | 12.4 (54.3)                                  | 5.1 (41.2)                                   | 17.8 (64.0)                                  |
| Trung bình ngày °C (°F)                      | −2.3 (27.9)                                  | 0.7 (33.3)                                   | 5.5 (41.9)                                   | 12.1 (53.8)                                  | 17.2 (63.0)                                  | 20.7 (69.3)                                  | 22.9 (73.2)                                  | 22.4 (72.3)                                  | 18.1 (64.6)                                  | 12.4 (54.3)                                  | 6.9 (44.4)                                   | 0.9 (33.6)                                   | 11.6 (52.9)                                  |
| Tối thiểu trung bình ngày °C (°F)            | −6.8 (19.8)                                  | −4.3 (24.3)                                  | −0.2 (31.6)                                  | 5.3 (41.5)                                   | 10.0 (50.0)                                  | 13.5 (56.3)                                  | 15.2 (59.4)                                  | 14.5 (58.1)                                  | 10.7 (51.3)                                  | 6.1 (43.0)                                   | 2.4 (36.3)                                   | −3.1 (26.4)                                  | 5.0 (41.0)                                   |
| Thấp kỉ lục °C (°F)                          | −20.8 (−5.4)                                 | −28.1 (−18.6)                                | −16.7 (1.9)                                  | −2.5 (27.5)                                  | 2.0 (35.6)                                   | 5.3 (41.5)                                   | 9.8 (49.6)                                   | 9.2 (48.6)                                   | −0.8 (30.6)                                  | −2.6 (27.3)                                  | −9.8 (14.4)                                  | −18.4 (−1.1)                                 | −28.1 (−18.6)                                |
| Lượng Giáng thủy trung bình mm (inches)      | 48 (1.9)                                     | 44 (1.7)                                     | 43 (1.7)                                     | 63 (2.5)                                     | 88 (3.5)                                     | 86 (3.4)                                     | 65 (2.6)                                     | 56 (2.2)                                     | 41 (1.6)                                     | 45 (1.8)                                     | 51 (2.0)                                     | 50 (2.0)                                     | 680 (26.8)                                   |
| Nguồn: Stringmeteo.com                       |                                              |                                              |                                              |                                              |                                              |                                              |                                              |                                              |                                              |                                              |                                              |                                              |                                              |

## Dân số
Dân số trong giai đoạn 2004-2011 được ghi nhận như sau:
| Năm | 2004  | 2005  | 2006  | 2007  | 2008  | 2009  | 2010  | 2011  |
| --- | ----- | ----- | ----- | ----- | ----- | ----- | ----- | ----- |
| Dân số | 66228 | 66145 | 66272 | 66309 | 66958 | 67099 | 67214 | 68735 |
| From the year 1962 on: No double counting—residents of multiple communes (e.g. students and military personnel) are counted only once. |       |       |       |       |       |       |       |       |

## Thành phố kết nghĩa
Veliko Tarnovo kết nghĩa với:
- Vagharshapat, Armenia
- Nakhchivan, Azerbaijan
- Tây An, Trung Quốc
- Asti, Ý
- Ferrara, Ý
- Bayonne, Pháp
- Bitola, Bắc Macedonia
- Cetinje, Montenegro
- Colonia Tovar, Venezuela
- Iaşi, Romania
- Kraków, Ba Lan
- Niš, Serbia
- Ohrid, Bắc Macedonia
- Maebashi, Nhật Bản
- Poltava, Ukraina
- Serres, Hy Lạp
- Tarxien, Malta
- Zadar, Croatia
- Opava, Cộng hòa Séc
- Toledo, Tây Ban Nha
- Tver, Nga
- Al-Karak, Jordan[4]